# Монтьєр-ан-Дер
Монтьє́р-ан-Дер (фр. Montier-en-Der) — колишній муніципалітет у Франції, у регіоні Гранд-Ест, департамент Верхня Марна. Населення — 2091 осіб (2011).
Муніципалітет був розташований на відстані близько 185 км на схід від Парижа, 65 км на південний схід від Шалон-ан-Шампань, 50 км на північний захід від Шомона.

## Історія
До 2015 року муніципалітет перебував у складі регіону Шампань-Арденни. Від 1 січня 2016 року належав до нового об'єднаного регіону Гранд-Ест.
1 січня 2016 року Монтьєр-ан-Дер і Робер-Маньї було об'єднано в новий муніципалітет Ла-Порт-дю-Дер.

## Демографія
Динаміка населення (INSEE ):
Розподіл населення за віком та статтю (2006):
| Стать | Всього | До 15 років | 15-24 | 25-44 | 45-64 | 65-85 | Понад 85 |
| --- | ------ | ----------- | ----- | ----- | ----- | ----- | -------- |
| Чоловіки | 964    | 160         | 112   | 224   | 272   | 160   | 36       |
| Жінки | 1124   | 216         | 100   | 264   | 232   | 252   | 60       |
| \| Статево-вікова піраміда \| Статево-вікова піраміда \| Статево-вікова піраміда \| \| ----------------------- \| ----------------------- \| ----------------------- \| \| Чоловіки \| Вік \| Жінки \| \| 36 \| 85 + \| 60 \| \| 44 \| 80-84 \| 72 \| \| 20 \| 75-79 \| 64 \| \| 28 \| 70-74 \| 40 \| \| 68 \| 65-69 \| 76 \| \| 44 \| 60-64 \| 52 \| \| 96 \| 55-59 \| 56 \| \| 44 \| 50-54 \| 48 \| \| 88 \| 45-49 \| 76 \| \| 56 \| 40-44 \| 84 \| \| 56 \| 35-39 \| 52 \| \| 56 \| 30-34 \| 52 \| \| 56 \| 25-29 \| 76 \| \| 52 \| 20-24 \| 48 \| \| 60 \| 15-20 \| 52 \| \| 76 \| 10-14 \| 76 \| \| 32 \| 5-9 \| 52 \| \| 52 \| 0-4 \| 88 \| |        |             |       |       |       |       |          |
| Статево-вікова піраміда |        |             |       |       |       |       |          |
| Чоловіки | Вік    | Жінки       |       |       |       |       |          |
| 36 | 85 +   | 60          |       |       |       |       |          |
| 44 | 80-84  | 72          |       |       |       |       |          |
| 20 | 75-79  | 64          |       |       |       |       |          |
| 28 | 70-74  | 40          |       |       |       |       |          |
| 68 | 65-69  | 76          |       |       |       |       |          |
| 44 | 60-64  | 52          |       |       |       |       |          |
| 96 | 55-59  | 56          |       |       |       |       |          |
| 44 | 50-54  | 48          |       |       |       |       |          |
| 88 | 45-49  | 76          |       |       |       |       |          |
| 56 | 40-44  | 84          |       |       |       |       |          |
| 56 | 35-39  | 52          |       |       |       |       |          |
| 56 | 30-34  | 52          |       |       |       |       |          |
| 56 | 25-29  | 76          |       |       |       |       |          |
| 52 | 20-24  | 48          |       |       |       |       |          |
| 60 | 15-20  | 52          |       |       |       |       |          |
| 76 | 10-14  | 76          |       |       |       |       |          |
| 32 | 5-9    | 52          |       |       |       |       |          |
| 52 | 0-4    | 88          |       |       |       |       |          |

## Економіка
2010 року серед 1237 осіб працездатного віку (15—64 років) 888 були активними, 349 — неактивними (показник активності 71,8%, у 1999 році було 70,8%). З 888 активних мешканців працювала 781 особа (432 чоловіки та 349 жінок), безробітними було 107 (53 чоловіки та 54 жінки). Серед 349 неактивних 88 осіб було учнями чи студентами, 122 — пенсіонерами, 139 були неактивними з інших причин.

У 2010 році в муніципалітеті числилось 902 оподатковані домогосподарства, у яких проживали 1952,0 особи, медіана доходів виносила 16 653 євро на одного особоспоживача